# Johannes Alt
Johannes Alt (* 7. Juni 1896 in Nürnberg; † unbekannt (nach 1940)) war ein deutscher Germanist.
Der Sohn eines Drechslermeisters und späteren Fabrikdirektors besuchte von 1903 bis 1907 die Volksschule in Nürnberg und von 1907 bis 1915 das dortige Realgymnasium, das er mit der Reifeprüfung abschloss. Von 1915 bis 1918 nahm er am Ersten Weltkrieg teil. Er wurde mit dem Eisernen Kreuz II. Klasse ausgezeichnet. Am 4. April 1918 wurde er schwer verwundet mit der Folge einer 50%igen Kriegsbeschädigung.
Nachdem Alt bereits seit dem Wintersemester 1916/17 eingeschrieben war, studierte er ab dem Wintersemester 1918/19 Deutsche Philologie, Kunstgeschichte und Philosophie in München, Heidelberg und Berlin. Er promovierte 1922 in München bei Hans Heinrich Borcherdt und Franz Muncker über Die Entwicklung Jean Pauls von 1780–1790. Nach dem finanziellen Ruin seiner Eltern in der Inflation arbeitete Alt von 1924 bis 1934 als Privatlehrer und Lektor beim Verlag C. H. Beck in München unter anderem an den Neuauflagen von  Alfred Bieses Deutsche Literaturgeschichte.
Zum 8. Juli 1933 trat Alt in die SA ein, in der er 1935 den Rang eines Obertruppführers der SA erreichte, zum 1. Mai war er zuvor der NS-Kriegsopferversorgung beigetreten. Im gleichen Jahr wurde er Mitglied des NS-Lehrerbundes und des Reichsverbandes Deutscher Schriftsteller, von dem er in die Reichsschrifttumskammer übernommen wurde. Zum 1. Mai 1937 trat er der NSDAP bei (Mitgliedsnummer 4.849.875).
1934 habilitierte sich Alt über Grimmelshausen und der Simplicissimus bei Walther Brecht in München. Bis 1936 lehrte er als Privatdozent für Neuere deutsche Literaturgeschichte an der dortigen Universität. 1936 übernahm er eine ordentliche Professur an der Universität Würzburg, die er vor allem der Fürsprache des NS-Gaudozentenbundführers zu verdanken hatte. Die Universität Würzburg sollte auf nationalsozialistischen Kurs gebracht und Alts nationalsozialistisches Engagement gewürdigt werden. Seine Stellung in der Fakultät gestaltete sich allerdings schwierig.
In seinen Arbeiten während des Nationalsozialismus argumentierte Alt rassenideologisch. Er gehörte dem Forschungsbeirat des Reichsinstituts für Geschichte des neuen Deutschlands an und empfahl, im Rahmen der Forschungsabteilung „Judenfrage“ die deutschsprachige jüdische Literatur als Ausgangspunkt für die Bearbeitung rassischer Fragen zu nehmen.
Am 17. Januar 1939 wurde Alt wegen Vergehens gegen § 175a Ziffer 3 (erschwerte Unzucht mit Männern) verhaftet und in Untersuchungshaft genommen. Am 26. April 1939 erfolgte die vorläufige Dienstenthebung. Mit der Verurteilung zu einem Jahr Gefängnis schied Alt am 9. Juni 1939 aus dem Beamtenverhältnis aus. Er wurde am 5. August 1939 endgültig aus der NSDAP ausgeschlossen, auch die SA verstieß ihn. Am 30. Januar 1940 erkannte ihm die Universität München den Doktortitel ab. Bis zum 9. März 1940 verbüßte er seine Strafe im Strafgefängnis Nürnberg. Danach verliert sich seine Spur.